# Едуард Романюта
Едуард Романюта е украински певец, текстописец, актьор и телевизионен водещ.

## Биография и творчество
Едуард Романюта е роден на 23 октомври 1992 г. в Тернопол, Украйна. Започва да се занимава с креативни дейности от четиригодишна възраст. На петгодишна вързаст пее в "Дворец „Украйна“ в Киев, Украйна, където е гледан от тогавашния президент Леонид Кучма.
В детските си години печели множество конкурси в Европа, сред които и в България, Украйна, Италия.
През 2004 г. бива награден от Виктор Янукович с диплома и медал.
На 28 февруари 2015 г. става победител в националната молдовска селекция O Melodie Pentru Europa 2015 с песента I Want Your Love, с която ще представи Молдова на Евровизия 2015 във Виена, Австрия. Романюта има свой собствен лейбъл.